# Selnik (gmina Maruševec)
Selnik – wieś w Chorwacji, w żupanii varażdińskiej, w gminie Maruševec. W 2011 roku liczyła 399 mieszkańców.